# Ferida (pel·lícula)
Ferida (títol original en anglès: Damage), és una pel·lícula britànico-francesa de 1992, dirigida per Louis Malle i protagonitzada per Jeremy Irons, Juliette Binoche, Rupert Graves i Miranda Richardson, en els papers principals. La trama està basada en la novel·la Damage, de Josephine Hart. Ha estat doblada al català.
Miranda Richardson va guanyar el BAFTA a la millor actriu secundària per aquesta pel·lícula i, a més, va ser nominada al Premi Oscar.

## Argument
Stephen Fleming és un polític britànic que, poc després de ser nomenat ministre, coneix a Anna, una noia francesa de qui s'enamora bojament, a pesar que ell està casat i ella està compromesa per casar-se amb Martyn, el fill de Stephen. La parella viu un enamoriscament que es converteix en obsessió sexual fins que Martyn descobreix aquest romanç clandestí i, amb això, es produeixen terribles conseqüències.

## Repartiment
- Jeremy Irons: Dr. Stephen Fleming
- Juliette Binoche: Anna Barton
- Miranda Richardson: Ingrid Fleming
- Rupert Graves: Martyn Fleming
- Ian Bannen: Edward Lloyd
- Peter Stormare: Peter Wetzler
- Gemma Clarke: Sally Fleming
- Leslie Caron: Elizabeth Prideaux

## Premis
- Miranda Richardson – Guanyadora: BAFTA a la millor actriu secundària
Nominada - Oscar a la millor actriu secundària
Nominada - Globus d'Or a la millor actriu secundària